# スターマー内閣
スターマー内閣（スターマーないかく、英語: Starmer ministry）は、2024年7月5日にリシ・スナクの後任として国王チャールズ3世によりキア・スターマーが首相に任命され、成立したイギリスの内閣である。
2024年の総選挙で労働党が過半数を大きく上回る412議席を獲得したことを受けて、チャールズ3世はキア・スターマーを首相に任命し、組閣を要請した。 新内閣は7月5日から7日にかけて組閣された。 新内閣の初閣議は7月6日に開催され 、新議会は7月9日に招集された 。労働党が与党となる内閣の発足はゴードン・ブラウン第3次改造内閣以来14年ぶり。
本内閣で女性が閣僚の11人を占め、女性の入閣は過去最多になり、女性初の財務大臣が誕生した。

## 背景
2024年7月5日、総選挙で206議席増やして1997年の総選挙以来となる地滑り的勝利を収め、キア・スターマー党首が勝利宣言を行なった。この選挙で単独で過半数に到達し、労働党の首相は2010年に退任したゴードン・ブラウン氏以来14年ぶりの政権交代を果たした。キア・スターマー党首はこの選挙結果を受け、5日午後、バッキンガム宮殿を訪問しチャールズ国王に謁見、国王より組閣を要請され、正式に新首相に就任した。

## 政策

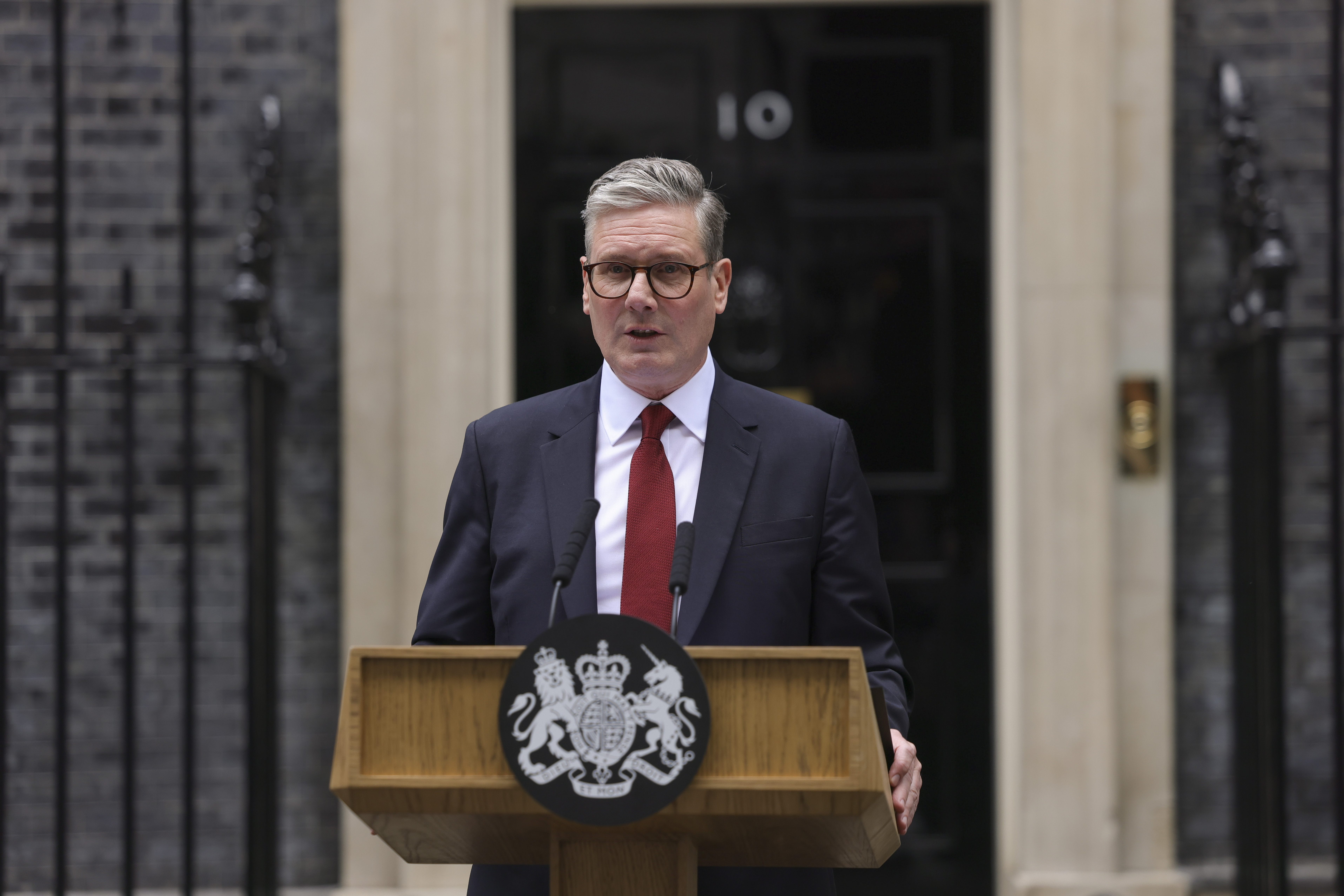
首相就任を受け演説するキア・スターマー

バッキンガム宮殿から戻り、首相官邸のあるダウニング街に入ったスターマー新首相は、初めて首相として首相官邸前で国民に向けて演説した。演説でキア・スターマー首相は「皆さんが労働党に投票したかどうかにかかわらず、むしろ特にそうしなかった皆さんに、直接申し上げます。私の政権は、あなたのために働きます」と約束したほか、「やるべきことが大量にあるので、今から仕事に取りかかる」と新政権の意気込みを語った。その後、首相官邸に戻ったキア・スターマー首相は次の会合に向け準備を始めた。今回の組閣で、女性初の財務相が誕生した。
キア・スターマー首相は5日の就任と組閣を経て、6日に初閣議を開いた。新政権としての仕事に取り掛かった。初閣議のため首相官邸に入った新たに保健・社会福祉担当相に就任したウェス・ストリーティングは記者に対し、「すぐさま仕事を始める」と発言した。保健相はすでに、公的医療の国民保健サービス（NHS）について、NHSは資金・人手不足などが原因で、診察待ちの長期化が深刻化しており、「今日から保健省は、NHSが壊れているという前提で動く」と表明している。閣議に臨んだブリジット・フィリップソン新教育相も同様に、新政府には「ただちにやるべきことがたくさんある」のだと記者に話した。そのほか、デイヴィッド・ラミー新外相は閣議後早々に初の外国訪問に臨み、ドイツを訪れた。
また、スターマー首相は就任後すぐにスコットランドのエディンバラへ向かった。その後、北アイルランドのベルファスト、ウェールズのカーディフを相次ぎ訪問し、9日にはイングランドの市長たちと会談する予定である。
さらに、スターマー首相は、閣議後に首相として初めての記者会見を開き、保守党政権が進めていた不法入国者をルワンダへ移送する計画について、廃止することを宣言した。保守党政権中も国内でさまざまな異論のあったルワンダ移送計画について、スターマー首相は「完全におしまい」だと表明。そもそも、小型ボートでイギリスを目指す移民の「1％未満」しか移送対象にならない仕組みだったため、「抑止効果がなかった」と記者に話した。
このルワンダ移送計画は、2022年4月にボリス・ジョンソン前首相が最初に発表して以来、法的な異議申し立てに直面してきていた。イギリス政府は、不法入国した人をルワンダに移送し、そこで亡命申請手続きを行わせるために、すでにルワンダ側に2億4000万ポンドを支払っており、イギリスは7月8日、この資金の一部を取り戻すことへの期待感を示していた。
しかし、翌日9日にルワンダ政府のアラン・ムクラリンダ報道官は、ルワンダの国営メディアで、「はっきりさせておくが、この資金を払い戻すという内容は、協定には全く含まれていない」と述べ、ルワンダ政府は受け入れをめぐるイギリスとの合意で受け取った2億4000万ポンド（約490億円）について、払い戻す義務はないとの見解を示した。また、同報道官はイギリスとの協定は資金の払い戻しについて「定めていない」と説明し、イギリスがルワンダに話を持ちかけ、パートナーシップを結ぶことを求めたのであり、「広範囲の議論が行われた」とした。
同年1月には、この計画が21カ月間にわたり停滞していたため、ルワンダのポール・カガメ大統領は亡命希望者が1人もルワンダに移送されないのなら、資金の一部を払い戻す可能性を示唆していた。しかし、今回正式にルワンダ政府は、イギリス側にこれを払い戻す「義務はない」と言明した。
7月10日、スターマー首相は北大西洋条約機構（NATO）設立75周年の首脳会議のため、アメリカを訪れ、NATO首脳会議から数時間後に、ホワイトハウスにて首相として初めてバイデン大統領と初の直接会談を行った。そこで、スターマー首相はイギリスがウクライナに提供する年間30億ポンド規模の軍事支援について、今後も継続すると表明した。

## 各国との関係

### 日本
7月5日、外務省は岸田文雄首相が、新しく英国の首相に就任したスターマー首相に祝意をあらわす書簡を出したと発表した。その書簡の中で「『自由で開かれたインド太平洋』の実現や、法の支配に基づく自由で開かれた国際秩序の維持・強化に向け、連携を強化していきたい」とした他、「価値と原則を共有する日本と英国のパートナーシップは、かつてなく強固となっている」と指摘した。「主要7カ国（G7）や国際社会の諸課題への対応において連携していきたい」と伝えたという。
翌日、日英首脳電話会談が行われ、岸田総理大臣より、スターマー首相の就任について祝意を伝え、日英のパートナーシップは、かつてなく緊密かつ強固であり、スターマー首相と日英関係を一層強化し、法の支配に基づく自由で開かれた国際秩序の維持・強化のため緊密に連携したい旨を述べ、天皇皇后の英国訪問に際しての英国の心温まる歓迎に対し謝意を述べた。これに対し、スターマー首相から、「天皇皇后両陛下への御挨拶の機会を頂戴したことは光栄なことであり、岸田総理と、日英関係を一層緊密にしていきたい旨の発言があった」と外務省は発表した。そのほか、両首脳は、欧州・大西洋地域とインド太平洋地域の安全保障は不可分であり、日英で緊密に連携していくことで一致し、グローバル戦闘航空プログラム（GCAP）を始めとする日英間の協力を引き続き進めて行くことを確認した。また、G7での連携のほかに、ウクライナ情勢、中東情勢及び東アジア情勢といった地域情勢や、様々なグローバル課題について意見交換を行い、連携していくことを確認した。

### フランス
7月5日、フランスのマクロン大統領はX（旧：Twitter）で新たに就任したキール・スターマー首相に祝意を伝えた。また、「今後も英国とは、欧州の平和と安全保障、気候やAIに関する二国間協力で協力していく」とも発言した。

### アメリカ合衆国
7月5日、ホワイトハウスは労働党が総選挙で勝利を収めたことを受け、アメリカ大統領のジョー・バイデンがキア・スターマー首相に電話で祝辞を述べたと発表し、ダウニング街がその様子を公開した。この電話の中で、バイデン大統領は「とてつもない勝利だ」と祝福した。これに対し、スターマー首相は感謝の意を述べ、「長い一昼夜で、私は内閣の任命に忙殺されました」と答えた。そのほかにも、両首脳は、英米間の「特別な関係」についても話し合い、スターマー首相は「これは我々の防衛、安全保障、そして繁栄の基盤である」と発言し、バイデン大統領は、ロシアに対するウクライナ支援や聖金曜日の合意など、さまざまな重要な問題でスターマー首相と緊密に協力することを楽しみにしていると述べた。
ホワイトハウスは声明で、「両首脳は、両国の特別な関係と、世界中の自由と民主主義を支援するために協力することの重要性を再確認した」とし、バイデン大統領は来週の開かれる、同盟75周年を祝うNATO首脳会議のためにスターマーをワシントンに迎えることを楽しみにしているという。
7月10日、電話会談の通りスターマー首相は北大西洋条約機構（NATO）設立75周年の首脳会議のため、アメリカを訪れた。NATO首脳会議から数時間後に、ホワイトハウスを訪れ、首相として初めてバイデン大統領と初の直接会談を行った。大統領執務室で記者団を前に、イギリスとアメリカの間にある歴史的な「特別な関係は実に重要だ。厳しい状況の中で鍛え作られてきたもので、実に長いこと持ちこたえてきた。今では、かつてないほど強力」だと述べた。中でも、バイデン大統領は米英両国が「最高の同盟国同士」だと強調し、NATOについて、イギリスが「欧州に近ければ近いほど」、「大西洋をまたぐ同盟を結びつける結び目」になると話したほか、スターマー首相はイギリスがウクライナに提供する年間30億ポンド規模の軍事支援について、今後も継続すると表明した。それについて、バイデン大統領は、「事態は正しい方向へ向かっている。私は本当に楽観的な気持ちでいる」と話した。スターマー首相は、バイデン大統領によるNATO首脳会議の開催を祝い、「前より大きいNATO、強いNATOだ。必要としている強い意志の力をもったNATOだ」と述べた。

### オーストラリア
7月6日の午前、アルバニージー首相との電話会談で、気候変動や経済成長などについて話し合ったほか、英・豪・米のパートナーシップ強化や、今年後半にサモアで開かれる英連邦首脳会議について話したという。

### インド
7月6日の午前、インドのモディ首相との電話会談を行い、防衛、新興技術、自由貿易協定締結の可能性などについて話し合ったとしている。

### ウクライナ
7月6日の記者会見でスターマー首相は、5日にウクライナのゼレンスキー大統領と電話で会談し、防衛援助の提供を「揺ぎなく」継続すると約束したことを明らかにした。

## 閣僚
| 役職                                                          | 写真 | 氏名                       | 任期                          |
| ------------------------------------------------------------- | ---- | -------------------------- | ----------------------------- |
| 内閣の閣僚                                                    |      |                            |                               |
| 首相 第一大蔵卿 国家公務員担当大臣 連合担当大臣               |      | キア・スターマー           | 2024年7月5日 - （現職）       |
| 副首相 レベルアップ・住宅・コミュニティ担当大臣               |      | アンジェラ・レイナー       | 2024年7月5日 - （現職）       |
| 財務大臣 第二大蔵卿                                           |      | レイチェル・リーヴス       | 2024年7月5日 - （現職）       |
| 外務・英連邦・開発大臣                                        |      | デイビッド・ラミー         | 2024年7月5日 - （現職）       |
| 内務大臣                                                      |      | イヴェット・クーパー       | 2024年7月5日 - （現職）       |
| 大法官 法務大臣                                               |      | シャバナ・マフムード       | 2024年7月5日 - （現職）       |
| 国防大臣                                                      |      | ジョン・ヒーリー           | 2024年7月5日 - （現職）       |
| ランカスター公領大臣                                          |      | パット・マクファデン       | 2024年7月5日 - （現職）       |
| 庶民院院内総務 枢密院議長                                     |      | ルーシー・パウエル         | 2024年7月5日 - （現職）       |
| 貴族院院内総務 王璽尚書                                       |      | バジルドンのスミス女男爵   | 2024年7月5日 - （現職）       |
| エネルギー安全保障・ネットゼロ大臣                            |      | エド・ミリバンド           | 2024年7月5日 - （現職）       |
| 環境・食糧・農村問題担当大臣                                  |      | スティーブ・リード         | 2024年7月5日 - （現職）       |
| ビジネス・貿易大臣 商務庁長官                                 |      | ジョナサン・レイノルズ     | 2024年7月5日 - （現職）       |
| 労働年金大臣                                                  |      | リズ・ケンドール           | 2024年7月5日 - （現職）       |
| 教育大臣                                                      |      | ブリジット・フィリップソン | 2024年7月5日 - （現職）       |
| 運輸大臣                                                      |      | ルイーズ・ヘイグ           | 2024年7月5日 - 2024年11月29日 |
| 運輸大臣                                                      |      | ハイディ・アレクサンダー   | 2024年11月29日 - （現職）     |
| 文化・スポーツ・メディア大臣                                  |      | リサ・ナンディ             | 2024年7月5日 - （現職）       |
| 保健・社会福祉大臣                                            |      | ウェス・ストリーティング   | 2024年7月5日 - （現職）       |
| 北アイルランド大臣                                            |      | ヒラリー・ベン             | 2024年7月5日 - （現職）       |
| スコットランド担当大臣                                        |      | イアン・マレー             | 2024年7月5日 - （現職）       |
| ウェールズ大臣                                                |      | ジョー・スティーブンス     | 2024年7月5日 - （現職）       |
| 科学・イノベーション・技術大臣                                |      | ピーター・カイル           | 2024年7月5日 - （現職）       |
| 閣議に出席する閣外の役職                                      |      |                            |                               |
| 財務大臣政務官 庶民院院内幹事                                 |      | アラン・キャンベル         | 2024年7月5日 - （現職）       |
| 財務次官                                                      |      | ダレン・ジョーンズ         | 2024年7月5日 - （現職）       |
| 法務長官(イングランド及びウェールズ) 法務長官(北アイルランド) |      | リチャード・ハーマー       | 2024年7月5日 - （現職）       |
| 開発担当大臣                                                  |      | アンネリーズ・ダッズ       | 2024年7月6日 - （現職）       |
| 無任所国務大臣                                                |      | エリー・リーヴス           | 2024年7月6日 - （現職）       |